# Buford (Caroline du Sud)
Pour les articles homonymes, voir Buford.
Buford est une census-designated place située dans le comté de Lancaster, dans l’État de Caroline du Sud, aux États-Unis. Lors du recensement de 2020, elle comptait 398 habitants.